# Hunkî, Kremenciuk
Hunkî (în ucraineană Гуньки) este un sat în comuna Demîdivka din raionul Kremenciuk, regiunea Poltava, Ucraina.

## Demografie
Componența lingvistică a localității Hunkî
     Ucraineană (92,94%)
     Rusă (7,06%)
Conform recensământului din 2001, majoritatea populației localității Hunkî era vorbitoare de ucraineană (92,94%), existând în minoritate și vorbitori de rusă (7,06%).